# Cigfa
Nella mitologia gallese Cigfa (o Cigva) è la moglie di re Pryderi del Dyfed e un importante personaggio nel Terzo Ramo del Mabinogion.
Dopo la morte di suo padre Pwyll, Pryderi propone a Manawydan di sposare sua madre, la bella Rhiannon, e di vivere con lui e Cigfa nel Dyfed. Presto il regno diventa una sterile terra desolata e tutti i suoi abitanti scompaiono eccetto i quattro membri della famiglia di Pryderi. Un giorno, mentre è a caccia, Pryderi insegue un cinghiale bianco e non fa più ritorno. Sua madre Rhiannon va alla sua ricerca e lo scopre immobile dentro un misterioso edificio che tocca con la mano una coppa d'oro. Tenta di liberarlo, ma anche lei subisce gli effetti dell'incantesimo quando tocca l'oggetto. Manawydan e Cigfa si mettono sulle loro tracce. Catturano un topo che scoprono essere la moglie di Llwyd ap Cil Coed, nemica di Rhiannon e costringono il mago a togliere la maledizione sulla loro terra. Alla fine liberano Pryderi e Rhiannon.